# NGC 482

NGC 482

في الفهرس العام الجديد NGC 482 هي مجرة حلزونية من القدر 13.3  في كوكبة العنقاء. وتقع على مسافة تقدر بحوالي 277 مليون سنة ضوئية من الأرض .اكتشفت NGC 482 في 23 أكتوبر 1835 من قبل عالم الفلك جون هيرشيل.

## وصلات خارجية
- NGC 482 على موقع ويكي سكاي: DSS2, SDSS, GALEX, IRAS, Hydrogen α, X-Ray, Astrophoto, Sky Map, Articles and images